# Masakr El Mozote
Masakr El Mozote se odehrál ve vesnici El Mozote a jejím přilehlém okolí. Vesnice se nachází v departementu Morazán, Salvadorské republice. K masakru došlo ve dnech 11. a 12. prosince 1981, během salvadorské občanské války. Salvadorská armáda dorazila do vesnice 10. prosince poté, co se v oblasti odehrály střety s partyzány. Za masakr byla zodpovědná armádní jednotka známá pod názvem prapor Atlacatl. Odhaduje se, že bylo zavražděno více než 811 civilistů.
V prosinci 2011 se salvadorská vláda za tento masakr, největší v moderních dějinách Latinské Ameriky, omluvila.

## Pozadí
V roce 1981 se různé levicové partyzánské skupiny spojily do Fronty národního osvobození Farabunda Martího (FMLA), aby bojovaly proti salvadorské vojenské diktatuře, tzv. Revoluční vojenské vlády Salvadoru.
Před masakrem mělo El Mozote, na rozdíl od mnoha obcí v této oblasti, pověst neutrální vesnice. Řada sousedních vesnic byla převážně katolická, jejich obyvatelé byli tedy často ovlivněni teologií osvobození a sympatizovali s partyzány. Oproti tomu bylo El Mozote převážně evangelické. Vesnice sice prodávala partyzánům některé zásoby, byla ale také „místem, ve kterém se partyzáni naučili nehledat nové rekruty“.
Nejbohatší muž v obci, Marcos Díaz, před masakrem shromáždil občany, aby je varoval, že oblastí bude v rámci protipovstalecké operace brzy procházet armáda, ale byl ujištěn, že pokud obyvatelé vesnice zůstanou na místě, nic se jim nestane. Z obavy, že by při útěku z města mohli být považováni za partyzány, se obyvatelé rozhodli setrvat, a ochranu nabídli také rolníkům z okolí, kteří do vesnice začali brzy proudit.

## Masakr
Americký novinář Mark Danner ve své knize The Massacre at El Mozote (Masakr v El Mozote) z roku 1994 shromáždil různé historické zprávy a záznamy s cílem rekonstruovat průběh masakru:

### 10. prosince
Po střetu s partyzány dorazily 10. prosince 1981 odpoledne do odlehlé vesnice El Mozote jednotky salvadorského armádního praporu Atlacatl, který byl vytvořen v roce 1980 v tehdejší armádní Škole Amerik. Atlacatl byl "pěší prapor rychlého nasazení" speciálně vycvičený pro vedení protipovstalecké války. V salvadorských ozbrojených silách to byla první jednotka svého druhu, vycvičená vojenskými poradci Spojených států. Její mise, nazvaná Operación Rescate ("Operace Záchrana"), spočívala v eliminaci přítomnosti povstalců v malé oblasti severního Morazánu, kde mělo FMLA dva tábory a výcvikové středisko.
Vesnici El Mozote tvořilo asi 20 domů, které se rozkládaly na volném prostranství kolem náměstí. Čelem k náměstí stál kostel a za ním malá budova, které se říkalo "klášter". Tu používal farář při mších, na něž do vesnice dojížděl, k převlékání do kněžského roucha. Poblíž vesnice stála malá školní budova.
Bezprostředně poté, co vojáci dorazili do vesnice, zjistili, že kromě jejích obyvatel je plná také campesinos (místních rolníků), kteří uprchli z okolních oblastí a hledali v ní útočiště. Vojáci všem nařídili, aby vyšli ze svých domovů a shromáždili se na náměstí. Donutili lidi, aby si lehli tváří k zemi, prohledali je a vyptávali se na partyzány. Poté vesničanům přikázali, aby se do příštího dne zamkli ve svých domech, a varovali je, že každý, kdo vyjde ven, bude zastřelen. Vojáci ve vesnici zůstali po celou noc.

### 11. a 12. prosince
Následujícího dne brzy ráno vojáci znovu shromáždili celou vesnici na náměstí. Oddělili muže od žen a dětí, rozdělili je do samostatných skupin a zavřeli do kostela, kláštera a několika dalších domů.
Muže během dopoledne na několika místech dále vyslýchali, mučili a nakonec popravili. Kolem poledne začali po skupinách odvádět ženy a starší dívky, oddělili je od dětí a poté, co je znásilnili, je zavraždili kulomety. Vojáci znásilňovali teprve desetileté dívky a podle některých svědectví se mezi sebou bavili tím, že nejlepší jsou dvanáctileté. Nakonec zabili i děti, nejprve jim podřezávali hrdla a později je věšeli na stromy; jednomu takto zabitému dítěti byly podle dostupných zpráv dva roky. Když vojáci vyvraždili všechny obyvatele, podpálili domy.
Tu noc zůstali vojáci v El Mozote, ale následujícího dne se vydali do vesnice Los Toriles a spáchali další masakr. Muži, ženy a děti byli odvlečeni ze svých domovů, postaveni do řady, oloupeni a zastřeleni, jejich domovy pak byly vypáleny.

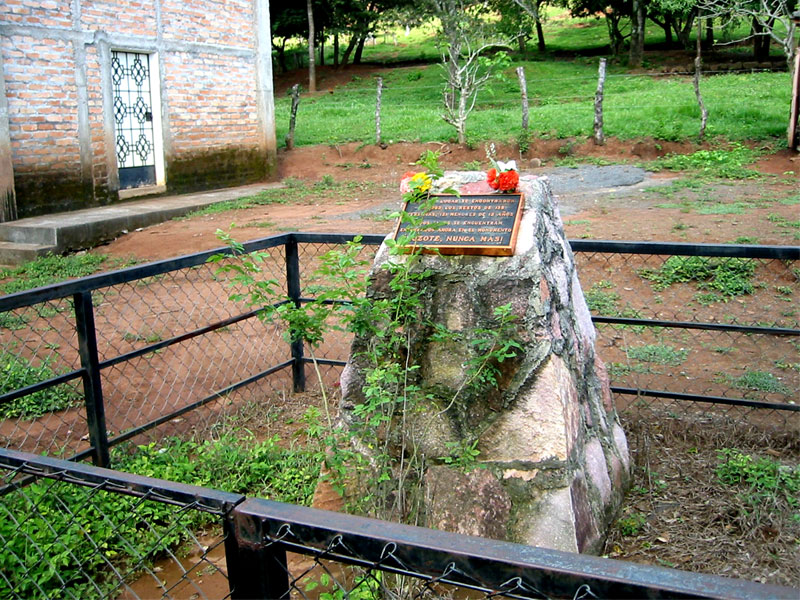
Místo, na kterém stával starý kostel

## Prvotní zprávy a kontroverze
První informace o masakru se ve světových médiích objevily 27. ledna 1982, a sice ve zprávách zveřejněných deníky The New York Times a The Washington Post. Raymond Bonner v Timesech napsal, že viděl "ohořelé lebky a kosti desítek těl pohřbených pod spálenými střechami, trámy a roztříštěnými taškami". Vesničané předali Bonnerovi seznam 733 jmen, většinou dětí, žen a starších lidí, z nichž všichni byli podle nich zavražděni vládními vojáky.
Alma Guillermoprieto z Washington Post, která vesnici nezávisle na něm navštívila o několik dní později, psala o "desítkách rozkládajících se těl, která jsou stále vidět pod troskami a rozesetá po okolních polích, přestože od incidentu uplynul již měsíc... z trosek vyčnívaly nesčetné kusy kostí – lebky, žebra, stehenní kosti, páteře".
Oba reportéři citovali svědkyni Rufinu Amayu, která se během útoku ukryla na stromě. Reportérům řekla, že armáda zabila jejího manžela a jejich čtyři děti (nejmladšímu z nichž bylo osm měsíců) a poté jejich těla zapálila.

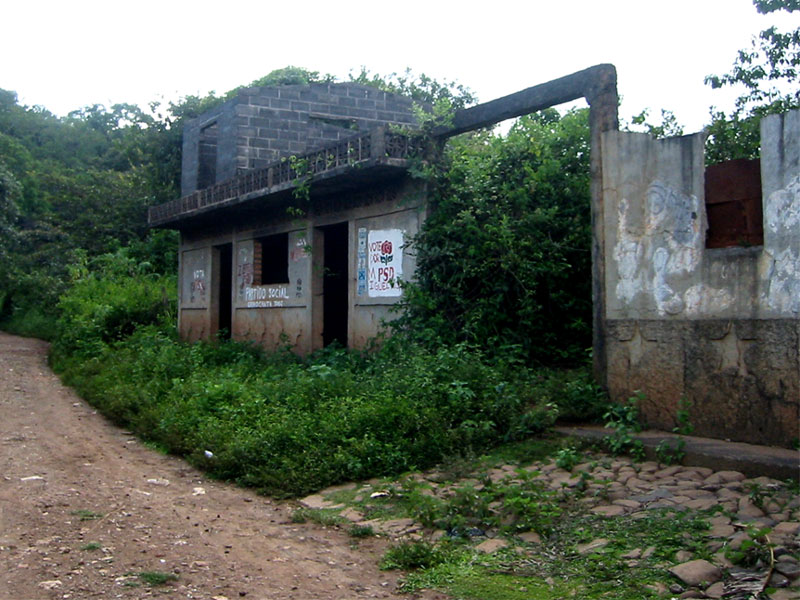
Ruiny vypálené budovy

Salvadorská armáda a vládní činitelé tyto zprávy popřeli a představitelé Reaganovy administrativy je označili za "hrubě zveličené". Podle informací agentury Associated Press "americké velvyslanectví tyto zprávy zpochybnilo a uvedlo, že dle jeho vlastního vyšetřování... nežilo v El Mozote více než 300 lidí".
Konzervativní organizace Accuracy in Media obvinila deníky The New York Times a The Washington Post, že své články načasovaly tak, aby byly publikovány těsně před debatou v Kongresu. O pět měsíců později věnovala Accuracy in Media Bonnerovi celé vydání své zprávy AIM Report, ve které jej její šéfredaktor Reed Irvine kritizoval za roli, kterou zde jako novinář sehrál. Náměstek ministra zahraničí pro meziamerické záležitosti Thomas O. Enders napadl Bonnera a Guillermoprieto před senátním výborem a prohlásil, že sice došlo k bojím mezi partyzány a armádou, ale "nepodařilo se najít žádný důkaz, který by potvrdil, že vládní síly systematicky masakrovaly civilisty". Enders také zopakoval tvrzení, že v El Mozote žilo pouze 300 obyvatel a že není možné, aby počet mrtvých dosáhl počtu uvedeného v článcích v Timesech a Postu.
Dne 8. února řekl Elliott Abrams, náměstek ministra zahraničí pro lidská práva a humanitární záležitosti, výboru, že "v tom lepším případě jde zřejmě o incident, který partyzáni přinejmenším značně zneužívají.“
Deník The Wall Street Journal v únoru ve svém úvodníku "Válka médií" kritizoval Bonnerovo zpravodajství jako "příliš naivní, bezhlavé a v názoru, který prezentuje, navíc i izolované". O měsíc později napsal William A. Henry III. v časopise Time: "Ještě zásadnější, i když běžně opomíjenou skutečností je, že ženy a děti, o nichž se obecně předpokládá, že jsou civilisty, mohou být aktivními účastníky partyzánské války. Zpravodaj New York Times Raymond Bonner tuto možnost zcela podcenil, a to například i v hojně kritizované reportáži z 27. ledna o masakru, spáchaném armádou ve vesnici [El] Mozote a jejím okolí." První americký velvyslanec v Salvadoru za éry prezidentství Ronalda Reagana Deane R. Hinton označil Bonnera za "advocacy žurnalistu" (v češtině můžeme říct angažovaného žurnalistu, tedy novináře, který ve svých reportážích namísto klasicky pojímané objektivity nabízí obhajobu a chce podněcovat změnu smýšlení). Bonner byl v srpnu odvolán do New Yorku a později z novin odešel.
Ačkoli byla napadána méně razantně než Bonner, terčem kritiky se stala i Guillermoprieto. Jeden z Reaganových úředníků poslal listu Post dopis, v němž uvedl, že kdysi pracovala pro komunistické noviny v Mexiku. To Guillermoprieto popřela.

## Následné vyšetřování
Pedro Chicas Romero z kantonu La Joya podal 26. října 1990 trestní oznámení na prapor Atlácatl za spáchání masakru. Romero sám masakr přežil jen díky tomu, že se ukryl v jeskyni nad městečkem.
Komise pravdy pro Salvador, oficiálně pověřená OSN vyšetřováním porušování lidských práv během války, dohlížela v roce 1992 na exhumaci ostatků u El Mozote, kterou 17. listopadu zahájil Argentinský tým forenzní antropologie (EAAF). Celá akce byla součástí mírového urovnání mezi vládou Salvadoru a FMLA, stanoveného mírovými dohodami z Chapultepec, které byly podepsány 16. ledna téhož roku v Mexico City. Exhumace potvrdila předchozí zprávy Bonnera a Guillermoprieto vypovídající o tom, že na místě byly zabity stovky civilistů.
Salvadorský ministr obrany a náčelník generálního štábu ozbrojených sil informovali komisi pravdy, že nemají žádné informace, které by umožnily identifikovat jednotky a důstojníky, kteří se účastnili Operación Rescate. Tvrdili, že pro toto období neexistují žádné záznamy. Komise pravdy ve své závěrečné zprávě uvedla:
Existují kompletní důkazy o tom, že příslušníci praporu Atlacatl dne 11. prosince 1981 ve vesnici El Mozote úmyslně a systematicky vyvraždili skupinu více než 200 mužů, žen a dětí, tedy veškeré civilní obyvatelstvo, které tam předchozího dne našli a od té doby věznili... existují [také] dostatečné důkazy o tom, že ve dnech předcházejících a následujících po masakru v El Mozote zmasakrovaly jednotky účastnící se "Operace Záchrana" nebojující civilní obyvatelstvo v kantonu La Joya, ve vesnicích La Rancheria, Jocote Amatillo y Los Toriles a v kantonu Cerro Pando.

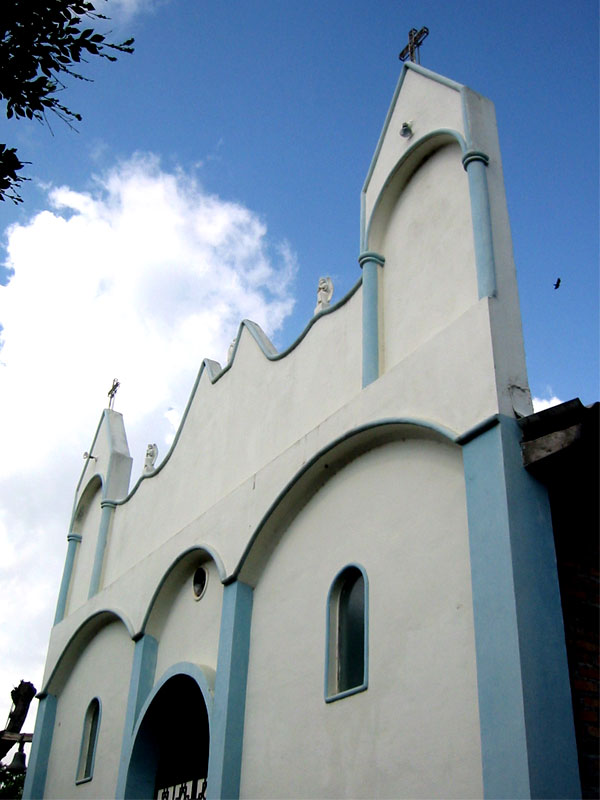
Nově postavený kostel v El Mozote

Salvador přijal v roce 1993 zákon o amnestii pro všechny osoby, které byly zapojeny do vyšetřování OSN, čímž armádu fakticky osvobodil od trestního stíhání. Šestého prosince téhož roku publikoval Danner článek v časopise The New Yorker. Jeho text s názvem "Pravda o El Mozote" vyvolal všeobecné pozdvižení, neboť znovu rozvířil debatu o roli Spojených států ve Střední Americe během násilím zmítaných 70. a 80. let. Článek později rozšířil do knižní podoby s titulem The Massacre at El Mozote (Masakr v El Mozote, 1994). V úvodní poznámce Danner napsal:
To, že se o něm ve Spojených státech začalo mluvit, že se dostal na světlo a pak se zase propadl do temnoty, činí z příběhu El Mozote – z toho, jak k němu došlo a jak byl popírán – hlavní podobenství studené války.

Zvláštní komise ministerstva zahraničí, která zkoumala činnost amerických diplomatů ve vztahu k lidským právům v Salvadoru, dospěla v roce 1993 k závěru, že "určitě došlo k chybám... zejména co se týče neschopnosti zjistit pravdu o masakru v El Mozote z prosince roku 1981." Americký autor Mark Hertsgaard píše ve své studii On Bended Knee (Na kolenou), věnované médiím a Reaganově administrativě, o významu prvních zpráv o masakru:
Příběhy o morazanském masakru byly tak děsivé proto, že popíraly základní morální požadavek, na němž byla vystavěna politika USA. Naznačovaly, že to, co Spojené státy ve Střední Americe podporují, není demokracie, ale represe. Hrozily posunem politické debaty od prostředků k cílům, tedy od toho, jak nejlépe bojovat proti údajné komunistické hrozbě – zda posílat americké vojáky, nebo jen americkou pomoc – k tomu, proč Spojené státy vůbec podporují státní terorismus.
Pozdější soudní rozhodnutí zrušilo amnestii pro obžalované, kteří byli podezřelí z "hrubého porušování lidských práv", ale pokusy salvadorských právníků o znovuotevření případu opakovaně selhaly.

## Odkaz
Na základě důkazů nalezených argentinskými forenzními antropology Meziamerická komise pro lidská práva Organizace amerických států obnovila 7. března 2005 vyšetřování masakru v El Mozote. Od prosince 2011 aktivisté pokračovali v lobbování u Meziamerického soudu pro lidská práva, aby se případem zabýval.
Bývalý salvadorský voják José Wilfredo Salgado vyprávěl v lednu 2007 deníku The Washington Post, že se několik měsíců po masakru vrátil do El Mozote a sbíral lebky nejmladších obětí, jejichž ostatky odhalily nedávné deště, aby si z nich vyrobil "svícny a talismany pro štěstí".
V prosinci 2011 se salvadorská vláda při slavnostním ceremoniálu, který se odehrál přímo v městečku, za masakr oficiálně omluvila. Ministr zahraničí Hugo Martinez, který jménem vlády promluvil, označil masakr za "zaslepenost státního násilí" a požádal o odpuštění.
V říjnu 2012 nařídil Meziamerický soud pro lidská práva Salvadoru, aby masakr v El Mozote vyšetřil a postavil odpovědné osoby před soud. Soud rozhodl, že se zákon o amnestii na tyto vraždy nevztahuje.
Dne 2. června 2019 nařídil Nayib Bukele, salvadorský prezident, který čerstvě složil svůj slib, aby bylo z kasáren Třetí pěší brigády v San Miguel odstraněno jména plukovníka Dominga Monterrosy. Spojené národy vinily plukovníka Monterrosu z toho, že k masakru v El Mozote vydal rozkaz.

### Obnovení vyšetřování v roce 2016
V roce 2016, poté co Nejvyšší soud Salvadoru zrušil zákon o amnestii, obnovil soudce Jorge Guzmán soudní vyšetřování masakru. Vyšetřování však čelilo obstrukcím ze strany Bukeleho administrativy. Prezident Bukele nařídil armádě, aby Guzmánovi znemožnila vykonat soudní příkaz k prohlídce vojenských archivů a kasáren, a dále obvinil Guzmána a rodiny obětí, že jsou součástí spiknutí proti jeho vládě.
Stanfordský profesor Terry Karl v dubnu 2021 před vyšetřovací komisí vypověděl, že na základě dostupných dokumentů a rozhovorů byl masakru pravděpodobně přítomen vojenský poradce Spojených států Allen Bruce Hazelwood. Podle Karla byl Hazelwood na začátku masakru s plukovníkem Monterrosou v kasárnách praporu Atlacatl, načež jej měl vrtulníkem doprovázet přímo na místo probíhajícího masakru. Karl tvrdil, že se vláda Spojených států zapojila do "důmyslné krycí operace" s cílem utajit masakr i americkou přítomnost. Karl také odhalil, že o přítomnosti amerického poradce v El Mozote informoval náměstek ministra zahraničí pro lidská práva Elliot Abrams ředitele organizace Human Rights Watch při soukromém rozhovoru již v roce 1982. Hazelwood obvinění z přítomnosti při masakru popřel s tím, že ve skutečnosti byl v té době 100 mil daleko a cvičil vojáky praporu Atlacatl.
V září 2021 bylo vyšetřování fakticky ukončeno, protože Guzmán byl v důsledku justičních reforem, které mnozí vnímali jako namířené proti vyšetřování, Bukelem odvolán z funkce soudce a donucen odejít do důchodu. Guzmán a další soudci, kteří se postavili proti jeho propuštění, od té doby čelili obtěžování a odvetným úderům ze strany neznámých pachatelů, policie a vládních úředníků.